# テーク・ワン
株式会社テーク・ワン（英: TAKE-ONE.Co.Ltd）は、テレビ大阪の連結子会社で、テレビ番組・イベント・CM・VPの制作・技術などを行う総合映像プロダクション。

テレビ大阪の設立に合わせて1981年（昭和56年）4月25日設立。

## 会社概要
大阪・東京・福岡の拠点で、テレビ番組（地上波・BS・CS・ケーブルテレビ・ネット配信）や、CM・イベント・ＶＰの技術・制作・編集・CG制作などを行っている。

## 事業所
- 大手前本社オフィス - 大阪市中央区大手前1-１-7-2階
- 千里本社 - 大阪府豊中市上新田2-15-9
- 東京本部 - 東京都江東区新木場1-4-4
- 福岡本部 - 福岡県福岡市博多区博多駅東2-16-1

## 主な実績
| 放送局                 | 番組名                                                                                 | 備考               |
| ---------------------- | -------------------------------------------------------------------------------------- | ------------------ |
| テレビ大阪             | やさしいニュース                                                                       | 報道               |
| テレビ大阪             | よゐこ有野「この街、攻略しとく？」                                                     | 情報               |
| テレビ大阪             | おとな旅あるき旅                                                                       | 紀行               |
| テレビ大阪             | 発見!!食遺産                                                                           | グルメ・旅         |
| テレビ大阪             | 関西リーダー列伝                                                                       | ビジネス           |
| テレビ大阪             | みんなのスポーツ                                                                       | スポーツ           |
| テレビ大阪             | ナマ虎スタジアム                                                                       | 野球中継           |
| テレビ大阪             | やすとものどこいこ!?                                                                   | バラエティ         |
| テレビ大阪             | 天神祭生中継                                                                           | 祭り・生中継       |
| テレビ大阪             | 淀川花火大会生中継                                                                     | 花火大会・生中継   |
| テレビ東京             | ワールドビジネスサテライト                                                             | 経済報道           |
| テレビ東京             | 知られざるガリバー〜エクセレントカンパニーファイル〜                                   | ドキュメンタリー   |
| 読売テレビ             | 朝生ワイド す・またん!                                                                 | 情報               |
| 毎日放送               | 日曜日の初耳学                                                                         | バラエティ         |
| 毎日放送               | せやねん                                                                               | バラエティ         |
| 九州朝日放送           | 走れ！山笠生中継                                                                       | 祭り・生中継       |
| 京都放送               | 五山の送り火生中継                                                                     | 行事・生中継       |
| びわこ放送             | 高校野球生中継                                                                         | スポーツ中継       |
| びわこ放送             | びわこ花火生中継                                                                       | 花火大会           |
| DAZN                   | サッカー中継                                                                           | スポーツ中継       |
| K-1                    | 中継                                                                                   | 格闘技             |
| ボートレース           | 公式映像中継                                                                           | スポーツ中継       |
| 東アジアスーパーリーグ | 中継                                                                                   | バスケットボール   |
| 48グループ             | コンサート中継                                                                         | 音楽イベント       |
| 新日本プロレス         | 各大会                                                                                 | プロレス中継       |
| 関西コレクション       | ファッションショー                                                                     | ライブ・イベント   |
| 医療機関               | WEBセミナー配信                                                                        | 医療・配信         |
| 各種ロックフェス       | 響都超特急、RADIO CRAZY、京都大作戦、ジャイガ、SUMMER SONIC、RUSH BALL、コヤブソニック | 音楽イベント・中継 |

| 放送局     | 番組名               | 備考             |
| ---------- | -------------------- | ---------------- |
| テレビ大阪 | おとな旅あるき旅     | 編集業務         |
| テレビ大阪 | やすとものどこいこ!? | 編集業務         |
| テレビ大阪 | Tver編集             | オンライン配信用 |
| テレビ大阪 | フィッシングDAYS     | 釣り番組         |
| テレビ大阪 | 関西リーダー列伝     | ビジネス         |
| 毎日放送   | せやねん!            | バラエティ       |

| 放送局     | 番組・イベント名                | 備考         |
| ---------- | ------------------------------- | ------------ |
| テレビ大阪 | 日経スペシャル 関西リーダー列伝 | タイトルCG等 |
| テレビ大阪 | 大阪モーターショー2023          | イベント映像 |

| 放送局       | 番組名                             | 備考     |
| ------------ | ---------------------------------- | -------- |
| テレビ大阪   | よゐこ有野「この街、攻略しとく？」 | 情報番組 |
| テレビ大阪   | 日経スペシャル もしものマネー道    | 制作協力 |
| テレビ大阪   | インフォマーシャル                 | 情報番組 |
| TVQ九州放送  | おとななテレビ                     | 情報番組 |
| 九州朝日放送 | 福岡国際マラソン                   | スポーツ |

| 発注元                   | タイトル                   | 備考                  |
| ------------------------ | -------------------------- | --------------------- |
| テレビ大阪               | 新入社員入社案内ビデオ     | 社内向け              |
| テレビ東京               | ASKA SPECIAL 運命の時空間  | 2024年1月OA、Tver配信 |
| 大阪市                   | 令和5年大阪市消防出初式    | ライブ配信            |
| 造幣局                   | コインくんと工場見学       | 教育映像              |
| 宝塚クリエイティブアーツ | 雪組『NOW! ZOOM ME!!』     | 舞台映像              |
| 四天王寺                 | 聖徳太子千四百年御聖忌 DVD | 行事記録映像          |
| モアコスメティックス     | ブランドムービー           | プロモーション動画    |

## 過去の主な実績
| 放送局      | 番組名                                | 備考                               |
| ----------- | ------------------------------------- | ---------------------------------- |
| テレビ大阪  | まいどワイド30分                      | ニュース                           |
| テレビ大阪  | ニュースほっとライン                  | ニュース                           |
| テレビ大阪  | ほっと5                               | ニュース                           |
| テレビ大阪  | 夕方いちばんKANSAI                    | ニュース                           |
| テレビ大阪  | ニュースアイKANSAI                    | ニュース                           |
| テレビ大阪  | イブニングサテライト                  | ニュース                           |
| テレビ大阪  | 満点!しあわせテレビ                   | 情報                               |
| テレビ大阪  | 走れ！みつくに社長                    | 情報                               |
| テレビ大阪  | 満点!アイ                             | 情報                               |
| テレビ大阪  | 関西ビジネス最前線                    | 経済                               |
| テレビ大阪  | 征平・宮根のヨソ様の事情              | バラエティ・トーク・情報バラエティ |
| テレビ大阪  | 征平・宮根のクチコミぃ!?              | バラエティ・トーク・情報バラエティ |
| テレビ大阪  | 掛布の遊びたいし!                     | 地域情報・生活情報                 |
| テレビ大阪  | フットボール汗                        | スポーツ                           |
| テレビ大阪  | Vダッシュ!!セレッソ                   | サッカー                           |
| テレビ大阪  | なるほど!ラボ                         | 情報                               |
| テレビ大阪  | みみヨリぃ!?                          | 情報                               |
| テレビ大阪  | 爆感!グラビア帝国                     | グラビア                           |
| テレビ大阪  | Qっと!サイエンス                      | 教育・学習・教養                   |
| テレビ大阪  | 美味!ニッポン                         | グルメ                             |
| テレビ大阪  | 梨田昌孝・古市忠夫のゴルフ魂の法則    | スポーツ                           |
| テレビ大阪  | ガツン!                               | 情報                               |
| テレビ大阪  | キレイの台所                          | 生活                               |
| テレビ大阪  | ニュースBIZ                           | ニュース                           |
| テレビ大阪  | NEWSα                                 | ニュース                           |
| テレビ大阪  | 石橋勝のボランティア21                | 地域情報・生活情報                 |
| テレビ大阪  | きらきらアフロ                        | バラエティ・トーク・情報バラエティ |
| テレビ大阪  | かがくdeムチャミタス!                 | 教育・学習・教養                   |
| テレビ大阪  | 和風総本家                            | 教育・学習・教養                   |
| テレビ大阪  | たかじんNOマネー〜人生は金時なり〜    | バラエティ・トーク・情報バラエティ |
| テレビ大阪  | 健康手帖                              | 地域情報・生活情報                 |
| テレビ大阪  | 大阪情報箱                            | 地域情報・生活情報                 |
| テレビ大阪  | テレビ大阪杯 関西女流囲碁トーナメント | スポーツ関連                       |
| テレビ大阪  | おめでとう近畿の元旦                  | 地域情報・生活情報                 |
| テレビ朝日  | 激論!どっちマニア                     | バラエティ・トーク・情報バラエティ |
| TVQ九州放送 | TVQスーパースタジアム                 | スポーツ関連                       |
| TVQ九州放送 | VIVA!SPORTAS                          | スポーツ関連                       |
| テレビ朝日  | マニュアル劇団                        | バラエティ・トーク・情報バラエティ |
| テレビ朝日  | 業界トップニュース                    | バラエティ・トーク・情報バラエティ |
| サンテレビ  | 美しくなりま専科                      | 地域情報・生活情報                 |

| 放送局      | 番組名                           | 備考              |
| ----------- | -------------------------------- | ----------------- |
| テレビ大阪  | 御堂筋パレード                   | 生中継            |
| TVQ九州放送 | TVQスーパースタジアム            | 中継              |
| KBS京都     | 京都マラソン2018フィニッシュ中継 | 2018年2月18日放送 |

| 放送局     | 番組名                   | 備考                               |
| ---------- | ------------------------ | ---------------------------------- |
| テレビ大阪 | きらきらアフロ           | バラエティ・トーク・情報バラエティ |
| テレビ大阪 | 石橋勝のボランティア21   | 地域情報・生活情報                 |
| テレビ大阪 | 征平・宮根のヨソ様の事情 | バラエティ・トーク・情報バラエティ |
| テレビ大阪 | 征平・宮根のクチコミぃ!? | バラエティ・トーク・情報バラエティ |
| テレビ大阪 | みみヨリぃ!?             | 情報                               |
| テレビ大阪 | 美味!ニッポン            | グルメ                             |
| テレビ大阪 | 満点!しあわせテレビ      | 情報                               |
| テレビ大阪 | 満点!アイ                | 情報                               |
| 毎日放送   | ちちんぷいぷい           | バラエティ・トーク・情報バラエティ |
| 関西テレビ | 紳助の人間マンダラ       | バラエティ・トーク・情報バラエティ |
| 朝日放送   | クイズ!紳助くん          | バラエティ・トーク・情報バラエティ |

| 放送局      | 番組名                                | 備考                               |
| ----------- | ------------------------------------- | ---------------------------------- |
| テレビ大阪  | 走れ！みつくに社長                    | 情報                               |
| テレビ大阪  | 石橋勝のボランティア21                | 地域情報・生活情報                 |
| テレビ大阪  | 掛布の遊びたいし!                     | 地域情報・生活情報                 |
| 関西テレビ  | 痛快!エブリデイ                       | バラエティ・トーク・情報バラエティ |
| 関西テレビ  | 2時ワクッ!                            | バラエティ・トーク・情報バラエティ |
| 関西テレビ  | 紳助くん                              | バラエティ・トーク・情報バラエティ |
| 関西テレビ  | ポンキッキーズ                        | 子供向け・ファミリー               |
| 関西テレビ  | 世界で一番受けたい授業                | 教育・学習・教養                   |
| 関西テレビ  | ちゃちゃ入れマンデー                  | バラエティ・トーク・情報バラエティ |
| 関西テレビ  | めちゃ2イケてるッ!                    | バラエティ・トーク・情報バラエティ |
| 関西テレビ  | ちちんぷいぷい                        | バラエティ・トーク・情報バラエティ |
| 関西テレビ  | やすとものどこいこ!?                  | バラエティ・トーク・情報バラエティ |
| テレビ大阪  | きらきらアフロ                        | バラエティ・トーク・情報バラエティ |
| テレビ大阪  | かがくdeムチャミタス!                 | 教育・学習・教養                   |
| テレビ大阪  | 和風総本家                            | 教育・学習・教養                   |
| テレビ大阪  | たかじんNOマネー〜人生は金時なり〜    | バラエティ・トーク・情報バラエティ |
| テレビ大阪  | 健康手帖                              | 地域情報・生活情報                 |
| テレビ大阪  | 大阪情報箱                            | 地域情報・生活情報                 |
| テレビ大阪  | テレビ大阪杯 関西女流囲碁トーナメント | スポーツ関連                       |
| テレビ大阪  | おめでとう近畿の元旦                  | 地域情報・生活情報                 |
| テレビ朝日  | 激論!どっちマニア                     | バラエティ・トーク・情報バラエティ |
| TVQ九州放送 | TVQスーパースタジアム                 | スポーツ関連                       |
| TVQ九州放送 | VIVA!SPORTAS                          | スポーツ関連                       |
| テレビ朝日  | マニュアル劇団                        | バラエティ・トーク・情報バラエティ |
| テレビ朝日  | 業界トップニュース                    | バラエティ・トーク・情報バラエティ |
| サンテレビ  | 美しくなりま専科                      | 地域情報・生活情報                 |

### 放送局関連の制作会社・技術会社
- テレビ東京制作（PROTX） - テレビ東京ホールディングスの連結子会社。
- テクノマックス - テレビ東京ホールディングスの連結子会社。
- YTE（旧・読売テレビエンタープライズ） - 讀賣テレビ放送（FYCSホールディングス）の連結子会社。
- ytv Nextry - 讀賣テレビ放送（FYCSホールディングス）の連結子会社。
- ABCリブラ - 朝日放送グループホールディングスの連結子会社。
- MBS企画（えむき） - MBSメディアホールディングスの連結子会社。テレビ大阪など在阪各局の番組制作にも携わる。
- 放送映画製作所 - MBSメディアホールディングスの連結子会社。「THE フィッシング」などテレビ大阪の番組制作も手掛ける。
- メディアプルポ - 関西テレビ放送（カンテレ）の連結子会社。
- ウエストワン - 関西テレビ放送（カンテレ）の連結子会社。